# 필감성
필감성(畢鑑盛, 1977년~)은 대한민국 영화 감독이다. 2001년 영화 《무사》의 연출부로 경력을 시작했고, 〈어떤 약속〉(2011) 등의 단편을 연출했다. 2021년 황정민 주연의 범죄 스릴러 《인질》로 장편 영화 감독으로 데뷔했다.

## 경력
필감성 감독은 호주 시드니의 KVB 칼리지와 동국대학교에서 영화학을 전공했다. 2000년 영화 《무사》의 중국 현지 촬영을 담당하는 것으로 영화계 경력을 시작했다.
이후 황석영의 소설을 원작으로 한 《무기의 그늘》의 감독으로 선정되었으나, 제작이 불발되었다. 배우 정만식이 주연한 단편영화 〈어떤 약속〉을 2012년 부산국제단편영화제에 발표했다. 2021년 황정민 주연의 범죄 스릴러 《인질》로 장편영화 감독으로 데뷔했다.

## 연출 작품 목록
- Room 211 (2002) …감독(단편)
- 어떤 약속(2011) …감독(단편)
- 인질(2021) …감독
- 좀비딸(2025) ...감독